# American Farm Bureau Federation
L'American Farm Bureau Federation (AFBF), plus communément appelé Farm Bureau (FB), est un lobby qui représente les grandes entreprises agricoles. Il s'agit également d'une compagnie d'assurance pesant plusieurs milliards de dollars. Ayant son siège à Washington, DC, l'AFBF compte des filiales dans les 50 États des États-Unis d'Amérique ainsi qu'à Porto Rico.

## Histoire
L'American Farm Bureau a été fondé en 1919 à Chicago, dans l'Illinois. Elle se définissait alors ainsi : 
 Farm Bureau a pour objectif de rendre l'activité agricole plus rentable et de permettre une vie en communauté plus agréable. Farm Bureau devrait fournir une organisation dans laquelle les membres peuvent bénéficier des avantages des efforts unifiés d'une manière qui ne pourrait jamais être réalisée par des efforts individuels. - Cette déclaration a été approuvée par les membres du Farm Bureau en 1920 . 

## Lobbying
Un article de 2012 publié par The Nation détaille les opérations politiques du Farm Bureau, y compris ses activités de lobbying au profit des entreprises agricoles industrielles. Dans les zones rurales, le Farm Bureau forme des candidats politiques en adéquation avec leurs objectifs, principalement des Républicains. Ces élus se prononcent ensuite sur les projets de loi liés à l'agriculture. Le groupe est classé à la deuxième place derrière Monsanto en termes de dépenses de lobby pour les questions liées à l’agriculture, dépensant ainsi près de 6 millions de dollars en 2011, au nom des agriculteurs. L'AFBF emploie 22 lobbyistes enregistrés. En 2012, il était le principal contributeur financier des campagnes électorales, avec des financements supérieurs à 1 million de dollars - dont 62% aux Républicains. Au cours de la dernière décennie, l’AFBF a dépensé 16 millions de dollars dans ces activités, soit 45% du total dépensé par les dix plus grandes entreprises agroalimentaires du pays.
L'AFBF a soutenu en 2014 un projet de loi visant à modifier le code de la fiscalité, afin de prolonger de manière permanente certaines dispositions qui prévoyaient une déduction fiscale améliorée pour les entreprises ayant fait don de leurs stocks d'aliments à des organisations caritatives. L'AFBF a fait valoir que, sans ce dispositif, « il est moins cher dans la plupart des cas pour ces types d'entreprises de jeter leur nourriture au loin que de donner la nourriture ».

### Changement climatique
Le Farm Bureau s’oppose depuis longtemps à la réglementation ou à la taxation des gaz à effet de serre et à la politique climatique qui, selon lui, réduirait la compétitivité de l’agriculture américaine, en particulier lorsque les agriculteurs et les entreprises d’autres pays ne sont pas concernés par les limitations d’émission. L'opposition du Farm Bureau à la réglementation liée au changement climatique a commencé avec les mesures de réglementation de Marché des droits à polluer, qui, selon le Bureau de l'agriculture, augmenterait les prix du carburant et des engrais pour les agriculteurs. À cette époque, la position officielle du Farm Office était qu'« il n'y a pas d'accord sur une évaluation scientifique de l'impact ou de l'ampleur exact des émissions de Gaz à effet de serre provenant des activités humaines et de leur impact sur le réchauffement des décennies passées ou sur la manière dont ils affecteront les futurs changements climatiques ». En 2003, les économistes du Farm Bureau ont collaboré avec l'Institut Heartland et le Hudson Institute pour publier un article intitulé La réglementation étatique ou fédérale des gaz à effet de serre en jugeant qu'elle était inutile, extrêmement coûteuse et particulièrement préjudiciable pour le monde agricole.
La session de 2010 sur le changement climatique lors de la réunion nationale du Farm Bureau était intitulée Réchauffement de la planète : un mensonge à chaud? et présenté sur le ton du déni par le climato-sceptique Christopher C. Horner, qui est avocat pour le Competitive Enterprise Institute, un institut financé par des groupes industriels qui s'opposent fortement aux limitations des rejets de gaz à effet de serre. Lors de sa réunion nationale de 2010, les délégués ont approuvé à l'unanimité une résolution qui « soutient fermement toute action législative suspendant le pouvoir de l'EPA de réglementer les gaz à effet de serre en vertu du Clean Air Act ». Juste avant la réunion de 2010, l'Union of Concerned Scientists a envoyé au groupe une lettre lui indiquant que sa position en matière de changement climatique allait à l'encontre de celle de toutes les grandes organisations scientifiques et l'invitait instamment à soutenir l'action contre le changement climatique. Le secrétaire américain à l'Agriculture, Tom Vilsack, a déclaré que les agriculteurs avaient plus à gagner de ces règles que ce qu'ils risquaient de perdre.
En 2019, le Farm Bureau a officiellement cessé de nier publiquement le changement climatique. Le Farm Bureau continue de faire valoir que les restrictions en matière d'émissions de carbone et d'émissions de gaz à effet de serre augmenteront les coûts en énergie et en engrais et entraveront la compétitivité des agriculteurs américains. Il s'oppose aux taxes sur les utilisations ou les émissions de gaz à effet de serre, à toute loi ou réglementation exigeant la déclaration des émissions de GES par une entité agricole, à toute réglementation en matière de GES par l'EPA et à toute tentative de réglementation des émissions de méthane issu du bétail.

## Assurance
En plus de ses activités de lobbying politique, l'American Farm Bureau est le troisième groupe d'assurance aux États-Unis. Il est défini par The Nation comme « un réseau de sociétés d'assurance à but lucratif d'une valeur de plusieurs milliards de dollars ». Le Farm Bureau a collecté 300 millions de dollars de primes d'assurance-récolte en 2011. Par ailleurs, l'American Farm Bureau a été fortement impliqué dans le lobbying en faveur de la loi agricole de 2012 qui prévoyait des subventions fédérales à hauteur de 9 milliards de dollars pour l'assurance-récolte.
Un organisme indépendant du Farm Bureau, le FBL Financial Group, basé à West Des Moines dans l’Iowa, vend des produits d’assurance sous les noms de marque de Farm Bureau Financial Services. Il utilise également le logo du Farm Bureau.